# Negeri Caya
Negeri Caya is een bestuurslaag in het regentschap Ogan Komering Ulu Selatan van de provincie Zuid-Sumatra, Indonesië. Negeri Caya telt 1134 inwoners (volkstelling 2010).